# Chorigyne ensiformis
Chorigyne ensiformis är en enhjärtbladig växtart som först beskrevs av Joseph Dalton Hooker, och fick sitt nu gällande namn av R.Erikss. Chorigyne ensiformis ingår i släktet Chorigyne och familjen Cyclanthaceae. Inga underarter finns listade.